# Mariam Gbané
Mariam Gbané, née le 16 avril 1982 à Bondoukou, est une joueuse ivoirienne de basket-ball.

## Clubs
- Abidjan Basket Club (ABC)